# Odzywka konwencyjna
Odzywka konwencyjna (ang. conventional bid) lub inaczej odzywka sztuczna (ang. artifical bid) – odzywka w brydżu, która w przeciwieństwie do odzywki naturalnej nie ma charakteru deklaracji, lecz na podstawie umowy między partnerami wykorzystywana jest jedynie do przekazywania informacji (nie koniecznie związanych z kolorem odzywki) lub też jest pytaniem o różne informacje. Odzywki konwencyjne są forsujące, jako że nie mają podstaw do stania się kontraktem ostatecznym.
Powstało bardzo dużo konwencji, w których sztuczne odzywki rozpoczynają serię pytań oraz wykorzystywane są jako odpowiedzi.
Obecnie w brydżu, a zwłaszcza w brydżu porównawczym, bardzo często stosuje się odzywki konwencyjne w różnych sytuacjach licytacyjnych.
Używane są zarówno przy otwieraniu licytacji, jak i przy odpowiedziach na otwarcie, oraz w środkowej lub końcowej fazie licytacji, a także w licytacji strony broniącej.
Odzywki konwencyjne powinny być alertowane przez partnera, aby zwrócić uwagę przeciwników na fakt stosowania takiej odzywki.